# Hòa Thạc Trang Kính Công chúa
Hòa Thạc Trang Kính Công chúa (Giản thể: 和硕庄敬公主, Phồn thể: 和碩莊敬公主, 30 tháng 1 năm 1782 - 4 tháng 4 năm 1811), Công chúa nhà Thanh, là Hoàng nữ thứ ba của Gia Khánh Đế trong lịch sử Trung Quốc.

## Cuộc đời
Trang Kính Công chúa sinh vào giờ Tị, ngày 11 tháng 12 (âm lịch) năm Càn Long thứ 46 (1781) trong gia tộc Ái Tân Giác La. Bà là con gái thứ ba của Gia Khánh Đế, mẹ bà là Hòa Dụ Hoàng quý phi Lưu Giai thị, lúc đó vẫn là Cách cách của Gia Thân vương.
Sau khi Gia Khánh lên ngôi và trước khi Công chúa xuất giá, bà được phong làm Trang Kính Hòa Thạc Công chúa (庄敬和硕公主).
Năm Gia Khánh thứ 6 (1801), ngày 21 tháng 10 (âm lịch), tiến hành "Sơ định lễ". Gia Khánh Đế ngự ở Bảo Hòa điện mở yến tiệc chiêu đãi các Hoàng tử, Vương công đại thần cùng đoàn người của Ngạch phò. Cùng ngày, các phi tần mở tiệc chúc mừng ở Dực Khôn cung - nơi ở của Hàm phi (tức thân mẫu của Công chúa).
Ngày 9 tháng 11 (âm lịch), bà chính thức gả cho Khoa Nhĩ Thấm Quận vương Tác Đặc Nạp Mộc Đa Bố Tể (索特納穆多木濟).
Năm thứ 10 (1805), ngày 28 tháng 3 (âm lịch), bà hạ sinh một người con gái, ngoại trừ những vật ban thưởng chiếu theo lệ "Công chúa sinh nữ nhi" ra, bà còn được Gia Khánh Đế cũng thưởng thêm 1 cặp vợ chồng nhũ mẫu, chính là "Chính Hoàng kỳ Lý Dung Tá lĩnh hạ Võ bị viện Tượng dịch Quách Hưng A thì niên nhị thập cửu tuế đích thê tử Trương thị" (Trương thị, 29 tuổi, vợ của Thợ thủ công Quách Hưng A trong Võ bị viện, thuộc quản lý của Chính Hoàng kỳ Tá lĩnh Lý Dung).
Năm thứ 13 (1808), nhân Trang Tĩnh Công chúa và Trang Kính Công chúa từ sau khi kết hôn vẫn chưa bái lạy phần mộ tổ tiên nhà chồng, Gia Khánh Đế ân chuẩn hai bà được về nhà chồng bái lạy.
Năm thứ 14 (1809), tháng giêng, bà được ban thưởng dây cương màu vàng.
Năm thứ 16 (1811), giờ Tuất ngày 12 tháng 3 (âm lịch), bà qua đời, thọ 31 tuổi, được an táng ở Vương Tá thôn Viên tẩm phụ cận Xương lăng, Thanh Tây lăng.
Sau khi Công chúa qua đời, theo lệ, Ngạch phò phải bàn giao tất cả của hồi môn của Công chúa lại cho Nội vụ phủ, kể cả phủ Công chúa, tư sản hay các nhân viên trong phủ. Hiếu Hòa Duệ Hoàng hậu lúc ấy đã lệnh Nội vụ phủ đem một Thị nữ bồi giá 25 tuổi của Công chúa ban cho Ngạch phò làm thiếp, Thanh cung đương án xưng là "Dắng".

## Ngạch phò
Tác Đặc Nạp Mộc Đa Bố Tể (索特納穆多木濟, ? - 1825), Bác Nhĩ Tế Cát Đặc, là cháu nội của Khoa Nhĩ Thấm Quận vương Tề Mặc Trì Đa Nhĩ Tể (齐默持多尔济).
Năm Càn Long thứ 48 (1783), tâp tước, được phong làm Quận vương.
Năm Gia Khánh thứ 4 (1799), tháng giêng, thụ được hành tẩu tại Ngự tiền. Sau khi cưới Công chúa thì được phong làm Ngự tiền Đại thần.
Năm thứ 25 (1820), thụ Cố mệnh.
Năm Đạo Quang thứ 5 (1825), giờ Tị ngày 10 tháng 7 (âm lịch), Ngạch phò qua đời, được truy phong làm Thân vương.
Công chúa và Ngạch phò sinh thời không có con, Gia Khánh Đế tuyển chọn trong tộc Bác Nhĩ Tế Cát Đặc thì chọn được Tăng Cách Lâm Thấm làm người kế tự cho hai người. Tăng Cách Lâm Thấm được thừa tập tước vị Quận vương.

## Mộ địa
Trang Kính Công chúa và em gái là Cố Luân Trang Tĩnh Công chúa đều được an táng ở Vương Tá thôn Viên tẩm (王佐村园寝). Theo quy chế triều Thanh, sau khi Công chúa xuất giá, không thể táng nhập Hoàng lăng, cũng không được an táng vào mộ phần của nhà chồng mà phải xây dựng mộ phần riêng. Ngoại thành Bắc Kinh có rất nhiều phần mộ của Công chúa, còn có địa phương gọi là "Công chúa phần".
Vì Trang Kính Công chúa và Trang Tĩnh Công chúa mất cùng năm, chỉ cách nhau 2 tháng, vì vậy liền an táng chung một nơi.
Viên tẩm của Công chúa có các tường vây, Nghi môn, Hưởng điện, vây quanh bốn phía là rừng cây rậm rạp cổ tùng, cổ bách, quốc hòe, ngân hạnh,... Bên trong địa cung đều xây dựng bởi gạch đá, cực kì kiên cố. Hai mộ phần của hai Công chúa đều là hợp táng hai vợ chồng, có vật bồi táng theo như binh khí, đao Mông Cổ, châu báu, lăng la tơ lụa các loại.